# Condado de Caddo
El condado de Caddo (en inglés: Caddo County), fundado en 1891, es un condado del estado estadounidense de Oklahoma. En el año 2000 tenía una población de 30 150 habitantes con una densidad de población de 9 personas por km². La sede del condado es Anadarko. Recibe su nombre de la etnia caddo que ocupó originalmente la región.

## Geografía
Según la oficina del censo el condado tiene una superficie total de 3342 km² (1290,3 mi²), de los que 3311 km² (1278,4 mi²) son tierra y 31 km² (12,0 mi²) (0,93 %) son agua.

## Condados adyacentes
- Condado de Blaine - noreste
- Condado de Canadian - noreste
- Condado de Grady - este
- Condado de Comanche - sur
- Condado de Kiowa - suroeste
- Condado de Washita - oeste
- Condado de Custer - noroeste

## Principales carreteras y autopistas
- Interestatal 40
- U.S. Autopista 62
- U.S. Autopista 277
- U.S. Autopista 281
- Carretera Estatal 8
- Carretera Estatal 9
- Carretera Estatal 19
- Carretera Estatal 58

## Demografía
Según el censo del 2000 la renta per cápita media de los habitantes del condado era de 27 347 dólares y el ingreso medio de una familia era de 27 347 dólares. En el año 2000 los hombres tenían unos ingresos anuales 27 347 dólares frente a los 27 347 dólares que percibían las mujeres. El ingreso por habitante era de 27 347 dólares y alrededor de un 21,70 % de la población estaba bajo el umbral de pobreza nacional.

## Ciudades y pueblos
- Anadarko
- Apache
- Binger
- Bridgeport
- Carnegie
- Cement
- Cogar
- Cyril
- Eakly
- Fort Cobb
- Gracemont
- Hinton
- Hydro
- Lookeba
- Pine Ridge
- Spring Creek